# Xã Hoberg, Quận Lawrence, Missouri
Xã Hoberg (tiếng Anh: Hoberg Township) là một xã thuộc quận Lawrence, tiểu bang Missouri, Hoa Kỳ. Năm 2010, dân số của xã này là 706 người.